# Ministerio de Defensa (Israel)
El Ministerio de Defensa (en hebreo:משרד הביטחון) (transliterado: Misrad HaBitachon) del Gobierno de Israel, es el departamento gubernamental responsable de la defensa de la soberanía del Estado de Israel de amenazas militares internas y externas. Su jefe político es el Ministro de Defensa y sus oficinas están localizadas en HaKirya, Tel Aviv. El componente clave del Ministerio son las Fuerzas de Defensa Israelíes. El Ministerio de Defensa de Israel fue creado tras la finalización del Mandato Británico de Palestina con la marcha del Ejército Británico de Oriente Medio, y la Declaración de independencia del Estado de Israel.